# Vellozia castanea
Vellozia castanea är en enhjärtbladig växtart som beskrevs av Lyman Bradford Smith och Edward Solomon Ayensu. Vellozia castanea ingår i släktet Vellozia och familjen Velloziaceae. Inga underarter finns listade.